# Liste der Kulturdenkmale in Pforzheim-Südoststadt
In der Liste der Kulturdenkmale in Pforzheim-Südoststadt werden alle unbeweglichen Bau- und Kunstdenkmale in der Pforzheimer Südoststadt aufgelistet, die in der städtischen „Liste der Kulturdenkmale“ geführt sind.

## Liste
| Bild | Bezeichnung                                           | Lage                                          | Datierung | Beschreibung             | ID |
| ---- | ----------------------------------------------------- | --------------------------------------------- | --------- | ------------------------ | -- |
|      | Gasthaus Kupferhammer                                 | Am Kupferhammer 1/1a (Flst.-Nr. 1498, 1497/1) | 1886      | Geschützt nach § 2 DSchG |    |
|      | Ehemaliger Eiskeller                                  | Am Kupferhammer 1/1a (Flst.-Nr. 1498, 1497/1) | 1875      | Geschützt nach § 2 DSchG |    |
|      | Ehemalige Eisfabrik Kupferhammer                      | Am Kupferhammer 1/1a (Flst.-Nr. 1498, 1497/1) | 1911      | Geschützt nach § 2 DSchG |    |
|      | Gedenkstein                                           | Auerbachstein (Flst.-Nr. 6441)                | 1928      | Geschützt nach § 2 DSchG |    |
|      | Gedenkstein                                           | Bismarckkanzel (Flst.-Nr. 6440)               | 1907      | Geschützt nach § 2 DSchG |    |
|      | Gedenkstein                                           | Britschstein (Flst.-Nr. 6440)                 | 1879      | Geschützt nach § 2 DSchG |    |
|      | Ehemaliges Gartenhaus Dittler                         | Großer Lückenweg 54 (Flst.-Nr. 1663/3)        | 1910      | Geschützt nach § 2 DSchG |    |
|      | Ehemaliges Café Schwarzwaldhaus                       | Hoher Weg 6 (Flst.-Nr. 1694)                  | 1905      | Geschützt nach § 2 DSchG |    |
|      | St.-Georgen-Brunnen                                   | Humboldtstraße o. Nr. (Flst.-Nr. 7410)        |           | Geschützt nach § 2 DSchG |    |
|      | Goldschmiedeschule                                    | St.-Georgen-Steige 65 (Flst.-Nr. 2099)        | 1960      | Geschützt nach § 2 DSchG |    |
|      | Ehemaliges Remisengebäude des Sägewerks Bürkle        | Würmtalstraße 11b (Flst.-Nr. 1501/2)          | 1906      | Geschützt nach § 2 DSchG |    |
|      | Ehemaliges Sägewerk Feiler mit Werkkanal und Sägewerk | Würmtalstraße 12 (Flst.-Nr. 1510/2)           |           | Geschützt nach § 2 DSchG |    |
|      | Ehemalige Villa Feiler                                | Würmtalstraße 13 (Flst.-Nr. 1510/1)           |           | Geschützt nach § 2 DSchG |    |